# Gefängnis Gitarama

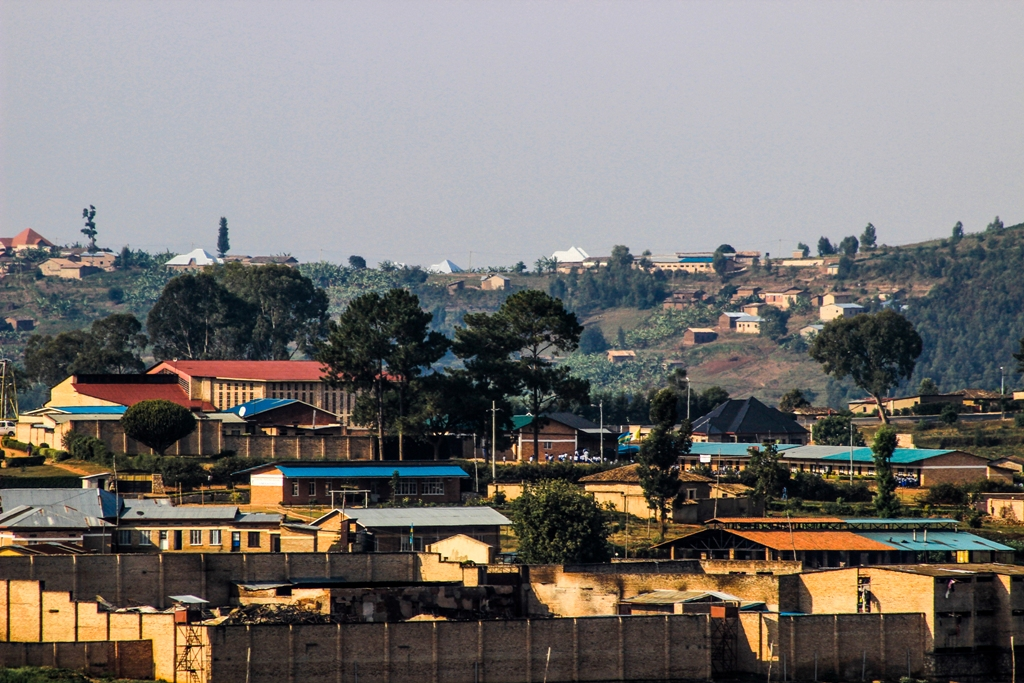
Das Gefängnis im Juni 2014

Das Gefängnis Gitarama ist eines von etwa fünfzehn Gefängnissen des Landes Ruanda.
Nach dem Völkermord von Ruanda wurde das Gefängnis in Gitarama mit beschuldigten Personen belegt. Ausgelegt für 500 Personen, befanden sich hier im April 1995 etwa 7000 Insassen, etwa 5 bis 10 von ihnen starben täglich.
2011 waren immer noch nicht alle Insassen angeklagt. Es lebten darin rund 6.700 Menschen, darunter 500 Frauen, 171 Minderjährige und 50 Kinder, die zum Teil hinter Gittern zur Welt kamen. Das Gefängnis ist getrennt für Erwachsene, Männer und Frauen, Kinder. Die Staatsgarde schützt das Gefängnis.